# Arnaud Dely
Arnaud Dely (22 de enero de 1997) es un deportista belga que compite en duatlón y atletismo.
Ganó dos medallas del Campeonato Mundial de Duatlón, en los años 2021 y 2025, y cuatro medallas en el Campeonato Europeo de Duatlón entre los años 2021 y 2024.
En atletismo obtuvo una medalla de bronce en el Campeonato Europeo de Atletismo en Ruta de 2025, en la prueba de 10 km por equipo.

## Palmarés internacional
| Campeonato Mundial | Campeonato Mundial    | Campeonato Mundial | Campeonato Mundial |
| Año                | Lugar                 | Medalla            | Prueba             |
| ------------------ | --------------------- | ------------------ | ------------------ |
| 2021               | Avilés (España)       | Medalla de bronce  | Individual         |
| 2025               | Pontevedra (España)   | Medalla de plata   | Individual         |
| Campeonato Europeo |                       |                    |                    |
| Año                | Lugar                 | Medalla            | Prueba             |
| 2021               | Târgu Mureș (Rumania) | Medalla de bronce  | Individual         |
| 2022               | Bilbao (España)       | Medalla de bronce  | Individual         |
| 2023               | Caorle (Italia)       | Medalla de plata   | Individual         |
| 2024               | Coímbra (Portugal)    | Medalla de oro     | Individual         |

| Campeonato Europeo en Ruta | Campeonato Europeo en Ruta | Campeonato Europeo en Ruta | Campeonato Europeo en Ruta |
| Año                        | Lugar                      | Medalla                    | Prueba                     |
| -------------------------- | -------------------------- | -------------------------- | -------------------------- |
| 2025                       | Bruselas/Lovaina (Bélgica) | Medalla de bronce          | 10 km por equipo           |